# 墨田区立二葉小学校
墨田区立二葉小学校（すみだくりつ ふたばしょうがっこう 英語: Futaba Elementary School）は、東京都墨田区石原二丁目にある公立小学校。

## 概要
2003年度、2004年度（平成15,16年度）は、墨田区の特色ある学校づくり推進校、また、東京都の学力向上フロンティアスクールとして、国語科の「話す・聞く活動」を通して「ことばの力を育てる」をテーマに研究を進める。
2005年度（平成17年度）から2007年度（平成19年度）は、それまでの研究を受け継いで、国語科の「読む・書く活動」を通して、「ことばの力を育てる」をテーマに研究を進めている。

## 沿革
1905年（明治38年）創立、関東大震災や東京大空襲で2度校舎を焼失し、1977年（昭和52年）現校舎が完成。
校歌は松尾孝輔が作詞作曲。なお公式サイトで視聴できる。

### 歴史
- 1905年（明治38年）11月27日 - 東京市二葉尋常小学校開校。木造1階建ての校舎。（亀沢2丁目21番の場所）
- 1907年（明治40年） - 児童数が増えたため1年生だけ午前の組と午後の組に分かれる。
- 1917年（大正6年） - 東側に木造2階建ての校舎を増やす。校庭が砂利からアスファルト舗装になる。
- 1923年（大正12年）
  - 9月1日 - 関東大震災で二葉尋常小学校が全部焼失。
  - 12月8日 - 校舎の焼け跡に露天学校が始まる。現在の二葉小のある場所にバラック校舎が建つ。
- 1924年（大正13年） - 現在の亀沢3丁目にも仮校舎が建つ。（1月24日）二葉小に初めてプールができる。
- 1927年（昭和2年） - 鉄筋3階建ての校舎になる。プールが新しくなる。（当時都内でプールがあったのは五校だけ。）
- 1933年（昭和8年） - 働かなければならない子どもが多かったため、二葉尋常夜学校ができる。（数年間で廃止になる。）
- 1941年（昭和16年） - 東京市二葉国民学校に改める。
- 1943年（昭和18年） - 東京都二葉国民学校に改める。
- 1944年（昭和19年） - 学校給食が週2回食べられるようになる。戦争で東京が危険になってきたため、疎開をするようになる。
- 1945年（昭和20年） - 東京大空襲で二葉小学校が全焼。二葉国民学校廃校。避難していた人の数百人が犠牲となった。
- 1947年（昭和22年） - 墨田区立二葉小学校に改める。墨田区立緑小学校の3階を借りて授業が始まる。
- 1954年（昭和29年） - 校舎が完成する。（鉄筋3階建て）
- 1955年（昭和30年）3月1日 - 学校給食の脱脂粉乳が原因で集団食中毒が発生。1245人のうち327人に嘔吐や腹痛などの症状。後に雪印八雲工場脱脂粉乳食中毒事件に発展[1]。
- 1960年（昭和35年） - 給食優良校として文部大臣より表彰を受ける。
- 1965年（昭和40年） - 校舎東側にあったプールを埋め立て、南西側に新プールができる。開校60周年記念式典を行う。（11月27日）
- 1972年（昭和47年） - 心障学級「ふたば学級」ができる。
- 1974年（昭和49年） - 昭和19年度卒業生、29年目の卒業式を行う。校舎を建て直し始める。（昭和51年まで）
- 1976年（昭和51年） - 全学級新校舎へ移動する。同年、開校70周年新校舎落成記念式典を行う。（鉄筋4階建て）
- 1977年（昭和52年） - 校内改修工事が完了する。
- 1981年（昭和56年） - 学童水泳優勝校として表彰。
- 1982年（昭和57年） - 北側校舎（栴檀の部屋・図工室）増築。ふたば学級、10周年記念発表を行う。二葉祭りが始まる。
- 1983年（昭和58年） - 「ふたばの木」を区から送られ、校庭に植える。（通称・なんじゃもんじゃの木。和名・ヒトツバタゴ）
- 1989年（平成元年） - ふたば学級が閉じる。（緑小へ移る。）
- 2001年（平成13年） - 特色ある学校づくり推進校として、「自ら考え共に学ぶ」をテーマに「生活科・総合的な学習」の研究発表を行う。
- 2002年（平成14年） - 前年度に引き続き、特色ある学校づくり推進校として研究発表を行う。
- 2003年（平成15年） - 墨田区特色ある学校づくり推進校、文部科学省学力フロンティア事業推進校として中間発表を行う。
- 2004年（平成16年） - 墨田区特色ある学校づくり推進校、文部科学省学力フロンティア事業推進校として研究発表を行う。
- 2005年（平成17年） - 国語の「読む」「書く」力を中心としたことばの力を高めるための研究を進める。
- 2006年（平成18年） - 墨田区「特色ある学校づくり推進研究協力校」として、国語の「読む」「書く」力を中心としたことばの力を高めるための研究を進める。
- 2007年（平成19年） - 耐震補強工事（第1期）が行われ、南東側校舎が外壁ともに強く新しくなる。
- 2008年（平成20年） - 耐震補強工事（第2期）が行われ、全ての校舎が外壁ともに強く新しくなる。
- 2010年（平成22年） - トイレ改修工事が行われ、全てのトイレが自動水洗となる。また、「誰でもトイレ（車イス対応）」を設置した。
- 2015年（平成27年） - 各教室に電子黒板が設置される。

## 教育方針
- 「自分でつくる丈夫な体」
- 「自分で取り組む確かな学習」
- 「自分で深める温かく強い心」
- 「みんなで築く楽しい生活」

## 学校行事
- 4月 - 入学式
- 5月 - 移動教室（5年）
- 6月 - 運動会
- 9月 - 移動教室（6年）
- 10月 - 学芸会・展覧会・音楽会（3つのうち一つを実施。）
- 11月 - 二葉祭り（二葉囃子）
- 3月 - 卒業式

なお、二葉祭りで演奏される二葉囃子は公式サイトで視聴できる。（2006年度版）

## 学区
- 東京都墨田区亀沢1番地4丁目
- 東京都墨田区石原1番地4丁目
- 東京都墨田区横網1番地2丁目

## 交通
- 都営地下鉄大江戸線 - 両国駅 - 徒歩5分
- JR総武線 - 両国駅 - 徒歩15分
- 都バス - 都02系統 - 石原2丁目下車 - 徒歩2分
- 都バス - 門33系統 - 石原1丁目下車 - 徒歩5分
- 都バス - 墨38系統 - 石原1丁目下車 - 徒歩5分

## 著名な出身者
- 寺尾正 - 陸上競技選手 （二葉尋常小学校）
- 寺尾文 - 陸上競技選手 （二葉尋常小学校）
- 木藤茂 - 俳優・映画監督 （二葉高等小学校）